# Rivolte del pane
Le rivolte del pane (in francese émeutes du pain, in arabo أحداث الخبز‎?), o anche rivolta del cuscus, sono state una serie di violente manifestazioni in Tunisia avvenute dal dicembre 1983 al gennaio 1984, causate da un aumento del prezzo del pane, in seguito a un programma di austerità imposto dal Fondo Monetario Internazionale. Il presidente Habib Bourguiba dichiarò lo stato di emergenza e le rivolte furono represse con la forza. Il 6 gennaio 1984, il presidente Bourguiba ritirò la misura, ripristinando il prezzo del pane. Tre anni dopo, il generale Zine El-Abidine Ben Ali prese il potere con un colpo di stato.

## Eventi

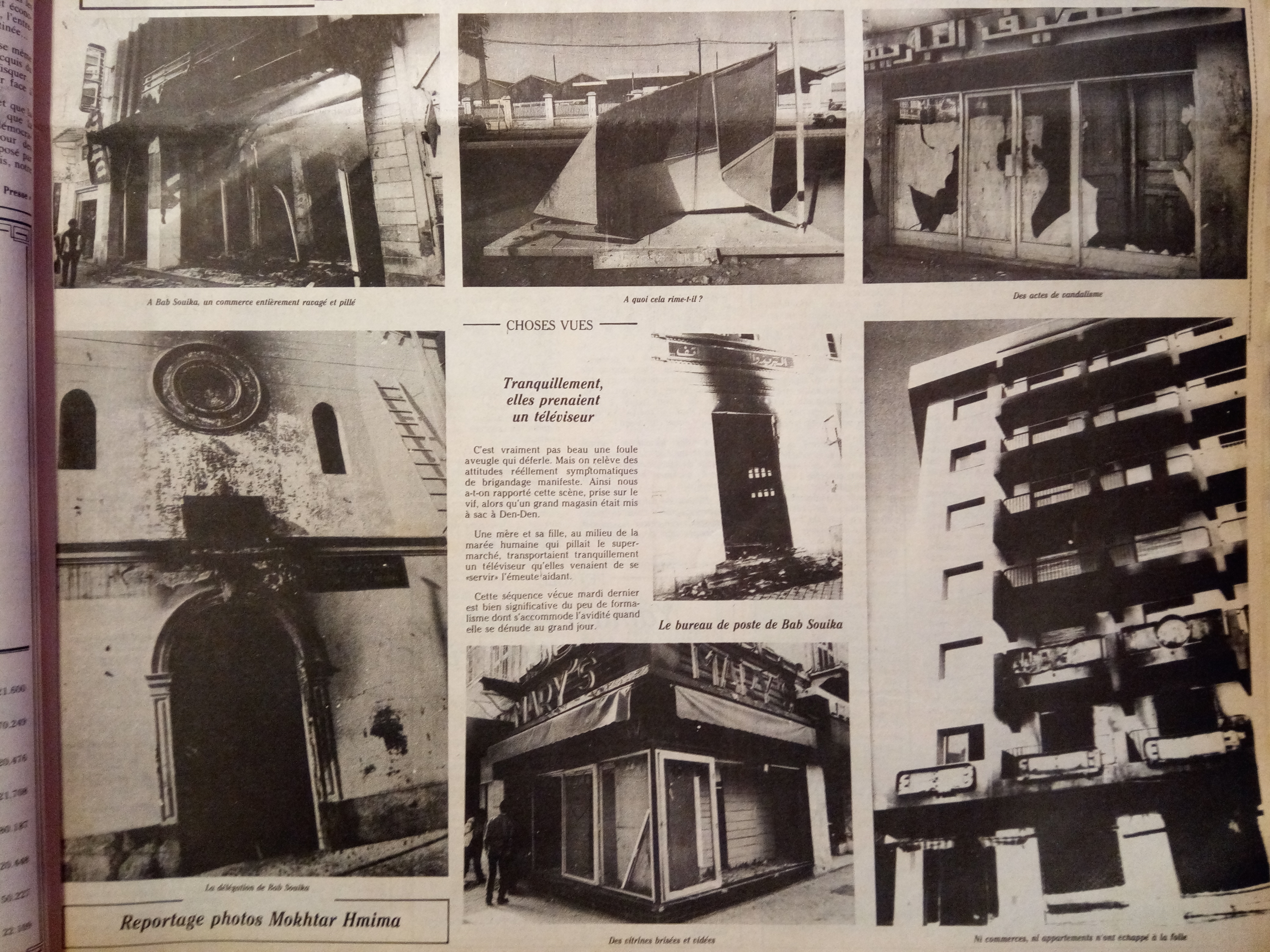
Immagini dei danni causati dalle rivolte. La Presse (1984)

I primi tumulti hanno avuto luogo giovedì 29 dicembre 1983 nella regione di Nefzaoua nel sud del Paese, una zona desertica e particolarmente povera. Sebbene l'aumento dei prezzi sia stato il fattore scatenante, le cause sottostanti sono state le crescenti difficoltà sociali ed economiche. Si ipotizzava, inoltre, che i disordini fossero stati in parte alimentati dai gruppi fondamentalisti islamici. La maggior parte dei rivoltosi erano giovani e poveri: agricoltori, lavoratori stagionali e disoccupati. La folla ha preso d'assalto vari punti considerati simboli del potere: la stazione di polizia, il quartier generale del partito, il municipio e il quartier generale della Guardia Nazionale. Le forze di sicurezza hanno risposto sparando sui manifestanti e uccidendo diverse persone. I disordini si sono estesi domenica 1* gennaio 1984 al centro industriale di Kasserine e lunedì a Gafsa e Gabès. Il 3 gennaio 1984 è stato dichiarato lo stato di emergenza dopo che i disordini si erano estesi a Tunisi e Sfax.
I rivoltosi hanno ricevuto il supporto degli studenti, i quali hanno scioperato in segno di solidarietà. I manifestanti urlavano per strada slogan antigovernativi e attaccavano simboli del potere, incoraggiati dai connazionali affacciati alle finestre e sui tetti: i rivoltosi hanno saccheggiato e bruciato negozi, distrutto segnali stradali, attaccato auto, autobus, edifici pubblici e negozi che vendevano beni di lusso.
Di conseguenza, è stato imposto il coprifuoco dal tramonto all'alba, tutte le scuole sono state chiuse e le riunioni pubbliche con più di tre persone sono state vietate. Il servizio di autobus è stato sospeso, mentre i negozi e i caffè sono stati chiusi. Soldati e poliziotti in tenuta antisommossa sono stati schierati nelle strade e agli incroci. I rivoltosi hanno lanciato pietre contro i poliziotti, che hanno risposto anche con gas lacrimogeni. Le truppe governative hanno aperto il fuoco sulla folla con armi automatiche, sono stati impiegati carri armati e veicoli corazzati. I dati ufficiali riportano che 89 persone sono morte e 938 sono rimaste ferite negli scontri, e di questi 348 appartenevano alle forze di sicurezza; la Lega tunisina per la difesa dei diritti umani ha stimato che siano morte circa 100 persone, mentre altre fonti riportano un numero di vittime superiore a 150.